# ماريكو أوكاموتو
ماريكو أوكاموتو (28 ديسمبر 1951 في اليابان - ) (بالكانا:おかもと まりこ) هي لاعبة كرة طائرة يابانية في مركز ضارب خارجي ‏. شاركت في الألعاب الأولمبية الصيفية 1976.

## وصلات خارجية
- ماريكو أوكاموتو على موقع أوليمبيديا (الإنجليزية)